# Гаро, Армен
Арме́н Гаро́ (з.-арм. Արմէն Գարօ) (Кареки́н Пастырмаджян (з.-арм. Գարեգին Փաստրմաճեան)) (9 февраля 1872 — 23 марта 1923) — деятель армянского национально-освободительного движения, национальный герой армянского народа.

## Биография
Родился в Эрзеруме, где в 1891 году окончил армянское училище (Академия Варджарана Санасаряна). В 1894 году поступил в Сельскохозяйственную школу Университета Нанси (Франция). Тогда же вступил в Дашнакцутюн.
С началом восстания в Зейтуне (1895), он, вместе с Саркисом Сренцем, Гайком Тириакяном (известным как «Храч») и Максом Зевруцем, направляется в Египет для организации помощи Зейтунской самообороне. Тогда же он принимает псевдоним «Армен Гаро». По окончании Зейтунских событий был направлен в Константинополь.

### Захват Оттоманского банка

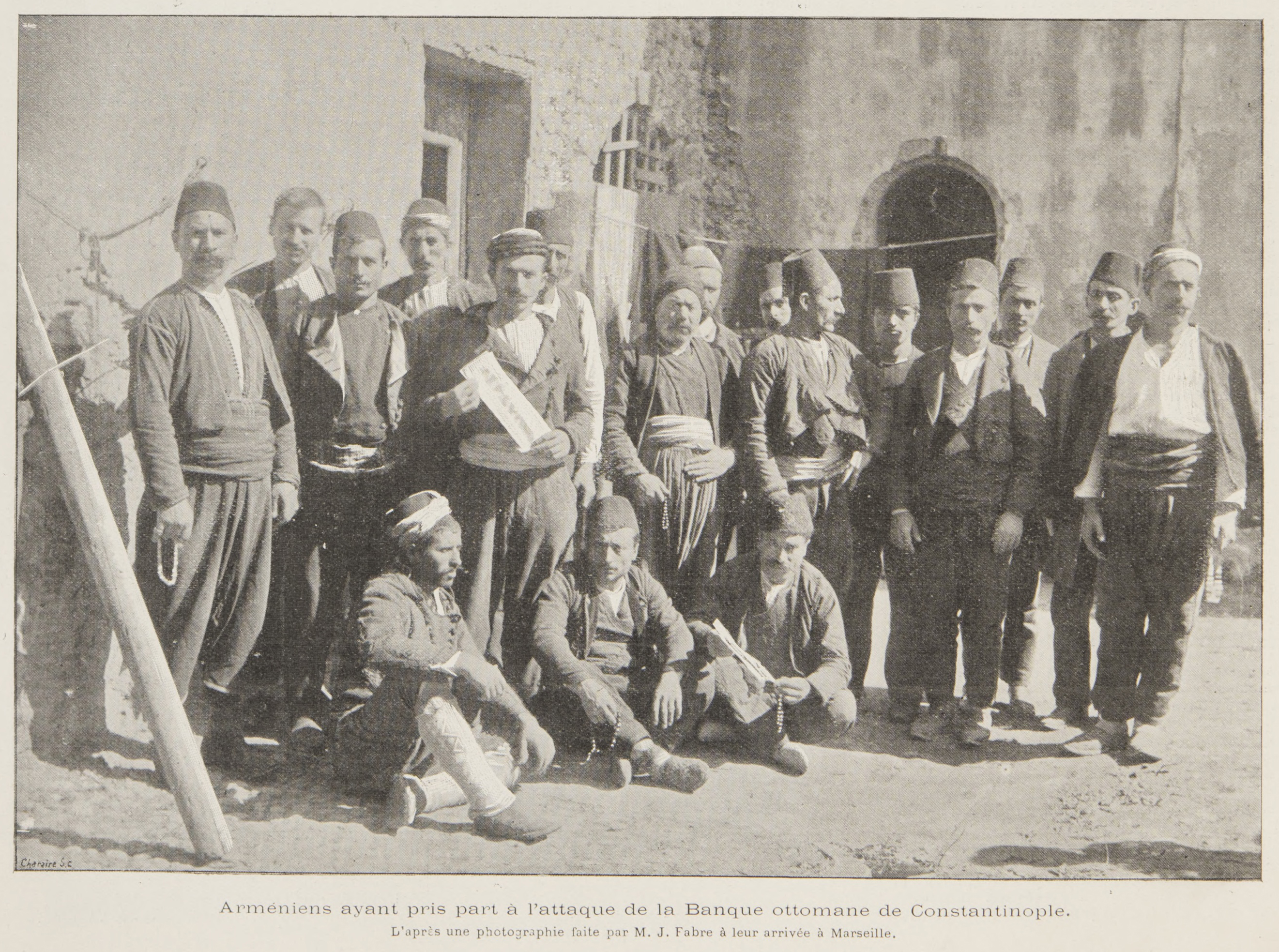
Участники захвата Оттоманского банка в Марселе

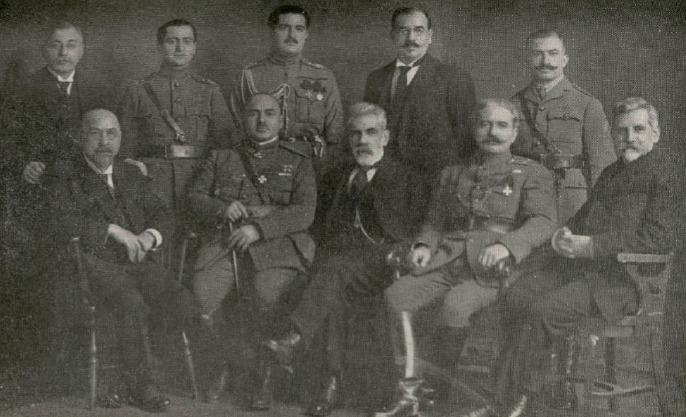
Армянская делегация в США. 1919. Гаро стоит, 2-й справа

26 августа 1896 г. дашнаки предприняли одну из самых громких своих акций — захват международного Оттоманского банка в Константинополе. Целью акции было привлечь внимание держав к армянскому вопросу: группа угрожала взорвать банк, если Турцию не заставят провести реформы в Армении. Гаро, наряду с Бабкеном Сюни, был одним из организаторов операции. Партию оружия им доставил болгарский революционер Наум Тюфекчиев. Нападение произошло около 13-00; сам Гаро явился к банку за 10 минут до начала акции. Его главной задачей было воспрепятствовать бегству банковских служащих и посетителей (необходимых нападавшим в качестве заложников). После гибели Бабкена Сюни, Гаро возглавил группу. Утром 27 августа дашнаки покинули Оттоманский банк под гарантии русского посла Максимова (данные от имени всех держав). Они были доставлены французским пароходом в Марсель. Гаро намеревался продолжать обучение во Франции, но был выслан оттуда по требованию министра иностранных дел Аното, как участник захвата Оттоманского банка.

### Дальнейшая деятельность
Армен Гаро уехал в Швейцарию и изучал естественные науки в Женевском университете, продолжая тесно сотрудничать с «Дашнакцутюном». Участвовал во II съезде партии в 1898 г., как делегат от египетского комитета. В 1900 окончил курс и получил диплом доктора физико-химических наук. В 1901 г. создал химическую лабораторию в Тифлисе. В 1905—1906 гг. руководил самообороной армян в Тифлисе, организовав армянскую милицию в составе 500 человек. После Младотурецкой революции 1908 года, Армен Гаро избирается депутатом турецкого парламента от Эрзерума. Но уже в самом скором времени, шовинистические и мегаломанские установки младотурок стали очевидными для всех (или почти для всех).
С началом Первой мировой войны в 1914 году и объявлением Россией амнистии для дашнакцаканов, Армен Гаро, будучи серьёзно болен, принял активное участие в формировании армянских добровольческих дружин в составе Русской армии. В 1917 г. направляется в США как представитель католикоса всех армян, с 1920 г. — посол Республики Армении в США. Был главой Ответственного органа операции «Немезис» (акция по отслеживанию и уничтожению виновников геноцида армян)

### Литературная деятельность
Автор книги: «Почему Армения должна быть свободной. Роль армян в настоящей войне», Бостон, 1918.